# Haute École Albert Jacquard
De Haute École Albert Jacquard (HEAJ) is een Belgische hogeschool ontstaan in 2000 met vestigingen in de provincie Namen. De hogeschool heeft campussen in Namen en Tamines en biedt economische, pedagogische, paramedische opleidingen en opleidingen in computergraphics. De school eert met zijn naam de Franse geneticus, bioloog en filosoof Albert Jacquard.